# روجر باين
روجر باين (بالإنجليزية: Roger Payne)‏ هو عالم حيوانات وأحيائي أمريكي، ولد في 29 يناير 1935 في نيويورك في الولايات المتحدة.

## وصلات خارجية
- روجر باين على موقع IMDb (الإنجليزية)
- روجر باين على موقع ميوزك برينز (الإنجليزية)
- روجر باين على موقع ديسكوغز (الإنجليزية)
- روجر باين على موقع قاعدة بيانات الفيلم (الإنجليزية)